# Leo Stöcklin
Leo Stöcklin (* 23. Februar 1803 in Hofstetten; † 21. Februar 1873 im Kloster Mariastein) war ein Schweizer Benediktinermönch, Komponist, Organist und Abt des Klosters Mariastein.

## Leben
P. Leo Stöcklin (Taufnamen Johann Baptist) war das Kind des Lehrers und Organisten Johann Stöcklin und der Anna Maria Stöcklin, geborene Hermann. Aus der Familie Stöcklin sind seine Schwester M. Bernarda Stöcklin (1810–1872; OSB Kloster Fahr) und seine Stiefbrüder P. Konrad (Bernhard) Stöcklin (1813–1889; OSB Kloster Einsiedeln) und P. Adalbert (Alois) Stöcklin (1816–1890; OSB Kloster Mariastein) ebenfalls der monastischen Berufung gefolgt.
P. Leo Stöcklin besuchte das Gymnasium (Klosterschule) in Mariastein und legte daselbst am 1. November 1822 die Profess ab. Am 11. Mai 1826 wurde er zum Subdiakon, am 9. Juni 1827 zum Priester geweiht und feierte seine Primiz am 24. Juni. Nach der Priesterweihe war P. Leo Stöcklin Lehrer, ab 1839 auch Leiter der Klosterschule. Von 1832 bis 1851 amtete er als Stiftskapellmeister und Organist. In dieser Zeit wurden unter seiner Ägide die grosse und kleine Orgel der Klosterkirche neu erstellt; sein Wissen um den Orgelbau hat ihn als Experte auch nach Deutschland geführt.
Auf welche Weise der spätere Abt Leo Stöcklin Musik studierte und sich das kompositorische Handwerk aneignete, ist nicht bekannt. Dass er aber schon als junger Frater komponiert hat, ist durch das Autograph seiner Messe in C-dur für Soli, Chor und Orchester aus dem Jahr 1826 in der Musiksammlung des Klosters Mariastein belegt. Durch seine Tätigkeit als Herausgeber der kirchenmusikalischen Zeitschrift Recueil de Musique pour l’église et l’école (erschienen in Strasbourg) und seiner Mitarbeit am Journal de Musique religieuse (Mulhouse 1860–1864) erfuhren seine kirchenmusikalischen Werke in gedruckter Überlieferung eine grosse Verbreitung.
Im Oktober 1851 wurde P. Leo Stöcklin Pfarrer und Propst in St. Pantaleon und versah dieses Amt bis 1864. In seiner Amtszeit erfolgte der Neuaufbau des Chores der Kirche als Folge eines Einsturzes der Chordecke, die Einsegnung eines neuen Altars sowie die Anschaffung einer neuen Orgel.
1864 kam Leo Stöcklin als Statthalter in das Kloster Beinwil. Am 28. Februar 1867 wurde er zum 11. Abt von Mariastein gewählt und daselbst am 3. März 1867 zum Abt benediziert.
Mit der Übernahme des Amtes als Pfarrer und Probst in St. Pantaleon und als Statthalter in Beinwil wurde das kompositorische Schaffen von P. Leo Stöcklin merklich eingeschränkt. Nach seiner Wahl zum Abt von Mariastein kam es vollständig zum Erliegen. Als Abt des Klosters erreichte er, dass die Solothurner Regierung dem Kloster die Sondersteuer der Stifte und Klöster zugunsten des öffentlichen Schulwesens verringerte. In seiner Amtszeit erfolgten zudem verschiedene Renovationsarbeiten an den Klostergebäulichkeiten. Bis zu seinem Tod am 21. Februar 1873 war er jedoch wiederum als Organist in Mariastein tätig.

## Werke
Leo Stöcklins kompositorisches Schaffen ist umfangreich, es umfasst den Zeitraum von 1823 bis 1863. Im Professbuch von Mariastein sind 299 Ausgaben musikalischer Werke von Leo Stöcklin aufgelistet.
1858 hat Leo Stöcklin ein eigenhändiges Werkverzeichnis angelegt, in welchem er die Komposition folgender Werke bestätigt:
- Ca. 50 Messen (lateinisch und deutsch mit Orgel- oder Orchesterbegleitung)
- 4 Requiemvertonungen
- Offertorien
- Vespern
- Responsorien („in matutinis tenebrarum“)
- Deutsche Kirchenlieder (u. a. Lied zu Ehren der seligsten Jungfrau Maria im Haag zu Meltingen)
- Bühnenwerke: Die Alpenhütte; Operette (1856) / Der verborgene Edelstein; Schauspielmusik (undatiert)
- Konzerte für Orgel und Orchester

In der Musiksammlung des Benediktinerklosters Mariastein werden 218 handschriftliche Überlieferungen (Autographe und Abschriften) und zahlreiche Drucke der Werke von Leo Stöcklin aufbewahrt. Weitere Abschriften der Werke von Leo Stöcklin finden sich in der Musikbibliothek des Benediktinerklosters Einsiedeln.